# AIEE
AIEE (acrònim d'American Institute of Electrical Engineers) va ser una organització d'enginyers elèctrics dels EUA que va existir del 1884 fins al 1962. L'1 de gener del 1963 es va fusionar amb l'IRE (Institute of Radio Engineers) per a formar l'IEEE (Institute of Electrical and Electronics Engineers). El propòsit de l'AIEE era el de promoure les arts i les ciències connectades amb la producció i utilització de l'electricitat i el benestar dels empleats d'aquestes indústries, mitjançant el debat social, la lectura i discussió de textos professionals publicats.

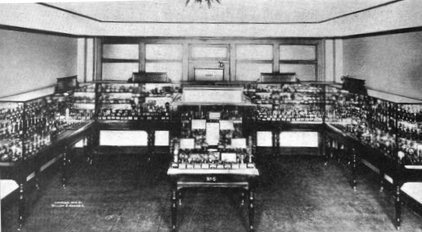
Fig.1 Sala de l'AIEE

## Història
- 1884 : fundació incloent grans inventors de l'època tals com Nikola Tesla, Thomas Alva Edison, Elihu Thomson, Edwin J. Houston, i Edward Weston. Altres membres notables de l'AIEE són els presidents Alexander Graham Bell (1891–1892), Charles Proteus Steinmetz (1901–1902), Bion J. Arnold (1903-1904), Schuyler S. Wheeler (1905–1906), Dugald C. Jackson (1910–1911), Ralph D. Mershon (1912–1913), Michael I. Pupin (1925–1926), i Titus G. LeClair (1950–1951).
- 1912 : creació de l'IRE (Institute of Radio Engineers) amb qui va existir una gran rivalitat.
- 1946 : formació del subcomitè sobre computadors.
- 1963 : es va fusionar amb l'IRE per a formar l'IEEE (Institute of Electrical and Electronics Engineers). l'AIEE tenia 57.000 socis i l'IRE 96.500.